# مورسای

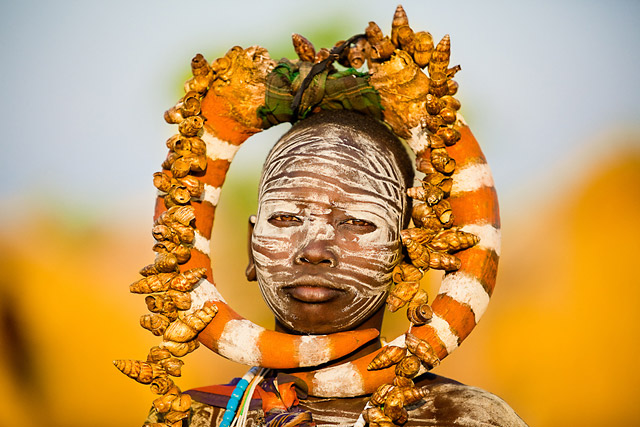

قوم مورسای (یا مورزو) یک گروه قومی چوپانی عشایری وابسته به رود نیل (یا نیلوتیک) است که ساکن جنوب شرق اتیوپی می‌باشد.